# Gevingey
 Gevingey  es una población y comuna francesa, situada en la región del Franco Condado, departamento de Jura, en el distrito de Lons-le-Saunier y cantón de Lons-le-Saunier-Sud.

## Demografía
| 424 | 405 | 369 | 379 | 384 | 417 |
| Para los censos de 1962 a 1999 la población legal corresponde a la población sin duplicidades (Fuente: INSEE [Consultar]) |     |     |     |     |     |